# Jimbilla
Jimbilla ist eine Ortschaft und eine Parroquia rural („ländliches Kirchspiel“) im Kanton Loja der ecuadorianischen Provinz Loja. Die Parroquia besitzt eine Fläche von 102 km². Beim Zensus 2010 wurden 1114 Einwohner gezählt.

## Lage
Die Parroquia Jimbilla liegt in den Anden im Süden von Ecuador. Das Areal liegt in Höhen zwischen 1740 m und 3000 m. Der Oberlauf des Río Zamora fließt entlang der südwestlichen Verwaltungsgrenze nach Norden, nimmt den von Norden kommenden Río Vinoyacu linksseitig auf und durchschneidet im Anschluss einen in Nord-Süd-Richtung verlaufenden Gebirgskamm in östlicher Richtung. Dabei fließt er südlich an Jimbilla vorbei. Der etwa 1900 m hoch gelegene Ort befindet sich 15 km nordnordöstlich der Provinzhauptstadt Loja.
Die Parroquia Jimbilla grenzt im Osten an die Provinz Zamora Chinchipe mit der Parroquia La Victoria de Imbana (Kanton Zamora), im Süden und im Westen an das Municipio von Loja, im Nordwesten an die Parroquia Santiago sowie im Norden an die Parroquia San Lucas.

## Orte und Siedlungen
In der Parroquia gibt es folgende Barrios: Illinzhapa, Jesús María Bajo, Jesús María Alto – la Libertad, Las Palmas, San Vicente, La Chonta, Huacapamba, Montecristi, Masaca Los Molinos, Sevilla de Oro, San Isidro, San Juan – Las Palmeras und San Antonio.

## Geschichte
Die Gründung der Parroquia Jimbilla wurde im August 1957 im Registro Oficial bekannt gemacht und damit wirksam.